# 宇野勝博
宇野 勝博（うの かつひろ、1958年 - ）は日本の数学者。大阪大学全学教育推進機構教授。専門は代数学（群の表現論）。

## 略歴
兵庫県神戸市出身。1980年、大阪大学理学部数学科卒業。大阪大学大学院博士課程単位取得退学、イリノイ大学大学院博士課程修了。理学博士。1986年から大阪大学、1993年に助教授。2003年から大阪教育大学教育学部教授。2013年から現職。

## 著書
- なるほど高校数学 数列の物語―なっとくして、ほんとうに理解できる（2011年、講談社ブルーバックス。ISBN 9784062577113）
- 博士がくれた贈り物（2006年、東京図書株式会社：大阪教育大学で開かれた「数理科学フォーラム」で、同じ講座の教授の菅原邦雄、埼玉大学教授の岡部恒治、小説家小川洋子との座談会をもとに単行本化。ISBN 9784489007507）
- きらめく数学（2008年、プレアデス出版：菅原邦雄との共著。ISBN 9784903814186）